# Westhalten
Westhalten là một xã trong tỉnh Haut-Rhin, vùng Grand Est ở đông bắc Pháp. Xã này có diện tích 10,98 km², dân số năm 1999 là 917 người. Khu vực này có độ cao 240 mét trên mực nước biển.